# NGC 371
NGC 371 este un roi deschis situat în Micul Nor al lui Magellan, în constelația Tucanul. A fost descoperit în 1 august 1826 de către James Dunlop. De asemenea, a fost observat încă o dată în 11 aprilie 1834 de către John Herschel.

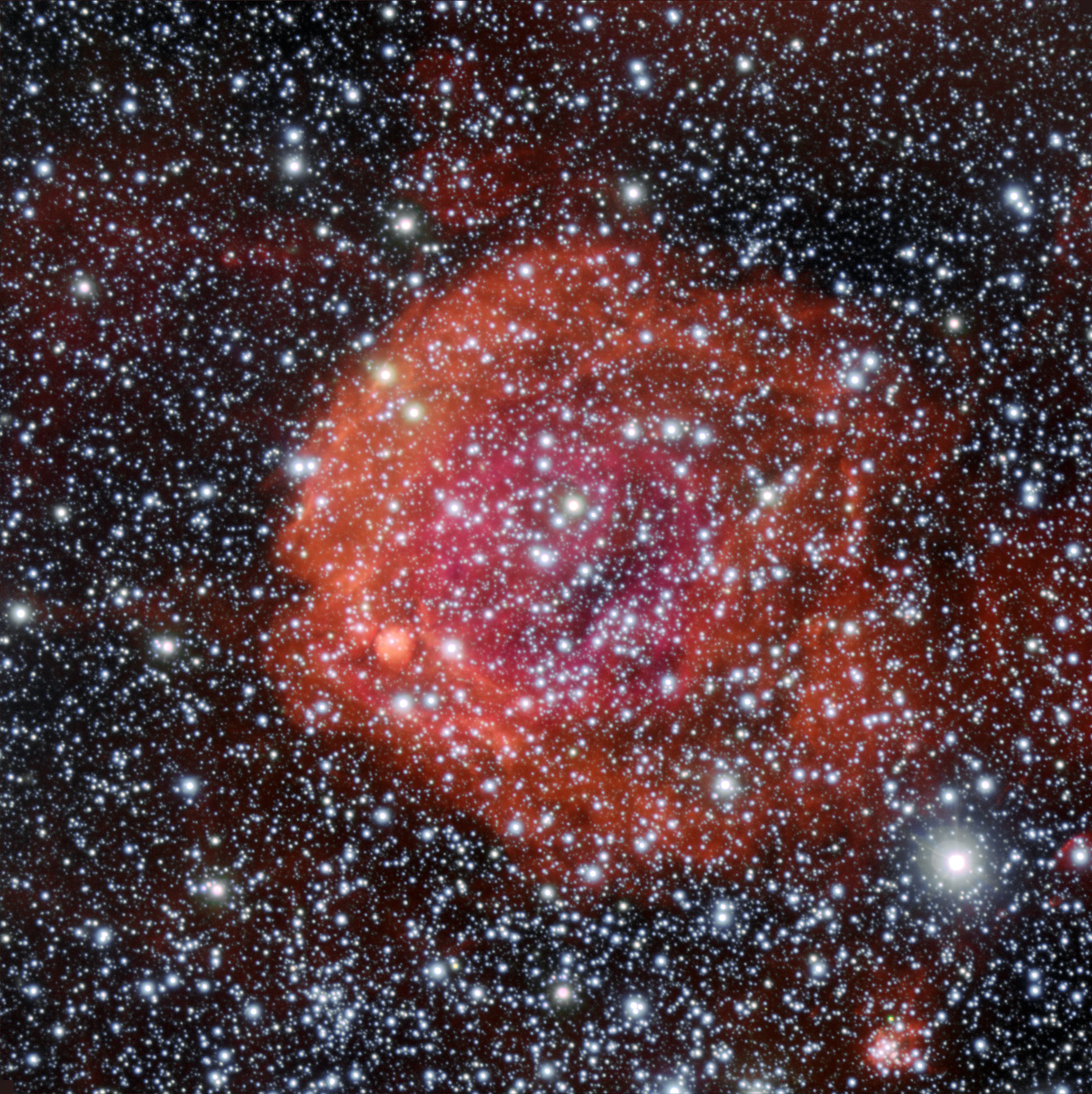
NGC 371 (ESO)